# 第3號交響曲 (馬勒)
D小調第3號交響曲乃古斯塔夫·馬勒的第三首交響曲作品，於1893年至1896年間寫成。演奏需耗时90至100分鐘。在一项由《BBC音乐杂志》组织指挥家作出的评选中，该作品在有史以来最伟大的交响曲中排第十位。

## 背景

### 首演
- 首演（僅限第二、第三及第六樂章）：1897年，由菲力斯·懷恩加德納作柏林首演
- 全套交響曲首演：1902年6月9日，由作曲家本人於德國克勒菲德市首演
- 美國首演：1914年5月9日於辛辛那堤五月節由恩斯特·昆瓦德作指揮。
- 紐約愛樂樂團首演：1922年2月28日於紐約市由威廉·文告保格作指揮
- 英國首演（由BBC播送）：1947年11月29日由艾特林·普特領導BBC交響樂團作首演
- 英國音樂會首演：1961年2月28日由白賴仁·費弗克斯於聖潘克拉斯作演出

### 娜塔麗·鮑雅-里希納
馬勒在創作第三交響曲期間，曾與一位名叫娜塔麗·鮑雅-里希納（Natalie Bauer-Lechner）的中提琴手成為要好的朋友。創作過程當中，馬勒並無透露創作內容予公眾，反而將之透露予鮑雅-里希納。她亦為第三交響曲作私人記錄，由此可見她對馬勒第三交響曲有著極深遠的影響。

## 分析

### 配器
第3號交響曲採取下列的配器形式：
| 木管樂器 - 4 長笛（全部兼任短笛） - 4 雙簧管（第四雙簧管兼任英國管） - 2 E♭調高音單簧管（第二高音單簧管兼任第四單簧管） - 4 單簧管 - B♭調低音單簧管（由第三單簧管兼任） - 4 巴松管 - 低音巴松管（第四巴松管兼任） 銅管樂器 - 8 圓號（F調） - 4 小號（F調） - 4 長號 - 低音號 | 敲擊樂器 - 2 定音鼓 - 2 鐵片琴 - 鈴鼓 - 鑼 - 三角鐵 - 鈸 - 小鼓 - 大鼓 樂隊外樂器 - 小軍鼓：於第一樂章再現部前演奏 - B♭調郵號：只於第三樂章出現 - 管鐘：只於第五樂章出現，置於合唱團內 合唱部分 - 女低音獨唱（第四、五樂章） - 女聲及童聲合唱（第五樂章） | 絃樂器 2 豎琴 - 第一小提琴 - 第二小提琴 - 中提琴 - 大提琴 - 低音提琴 |

依照工具書《管弦樂作品手冊》指示，上述之配器可簡記為"*4 *4 =5 *4—8 4 4 1—2tmp+5—2hp—str"。

### 結構
此曲最終定作以下之章節：
1. 剛強·果斷（Kräftig. Entschieden）
2. 小步舞曲速度·中板（Tempo di Menuetto. Sehr mäßig）
3. 自在地·詼諧地·從容不迫（Comodo. Scherzando. Ohne Hast）
4. 甚緩板·神秘地（Sehr langsam. Misterioso）
5. 爽朗的速度及盡情表達（Lustig im Tempo und keck im Ausdruck）
6. 緩板·祥和地·傷感地（Langsam. Ruhevoll. Empfunden）

此段涉及稍為長至30分鐘（有時40分鐘）的首段樂章，形成該交響曲之第一部分。而第二部分歷時60至70分鐘，包含其餘五部分的樂章。
馬勒在首四套交響曲的每章節當中，亦以標題音樂之主題標示涵意。第三號交響曲所述之標題如下：
交响曲标题： 「夏天早上的梦」
各乐章标题：
1. 「牧神甦醒，夏季昂首闊步地邁進」
2. 「草地上花兒跟我說」
3. 「林中鳥獸跟我說」
4. 「人跟我說」
5. 「天使跟我說」
6. 「愛跟我說」

上述標題在1898年出版交響曲時被予以刪除。
原訂出現之第七標題「小孩跟我說」，卻於其後被刪去，但後來又出現於第四號交響曲當中並作為最終樂章。
此交響曲由於樂段極廣及其人物、構造相差異之緣故，跟交響曲極不相似，然而又在馬勒眾作品當中自成一格。以「跟該首交響曲一樣概念奇異」見稱的首段樂章，描繪出原始時期牧神甦醒為引子，堪稱19世紀最長奏鳴曲式單一樂章；該處又有一個極美妙的次中音長號所形成之清晰音節，並於後期形成；由此處開始（包括明顯地出現之長度），皆每處出現創新之地方。以高座見稱的無數個單獨鼓聲以歷時30秒形成韻律式的段落，與此同時，8個圓號為開首段重新出現，並連同於發展部出現的各主題亦在再現部出現，最後在最高漲的氣氛下結束。
第三樂段透過馬勒早期的音樂《夏日換班記》（Ablösung im Sommer）潛移默化，形成與布穀鳥有關之片段；第四樂章以「午夜之歌」為題，取材自尼采著作《查拉圖斯特拉如是說》，而第五樂章則是根據《少年魔號》改編而成的「天使跟我說」。
最後一個樂章以最慢板開始，五部絃樂一直都佔著非常重要的位置，直至轉拍子時雙簧管的加入才打破絃樂壟斷的情況，代表上帝的愛的主題旋律在圓號和其他管樂中不斷重覆，氣氛漸漸推向高潮，長大的結尾，樂隊一直維持在D大調的主和絃及屬和絃之間徘徊，加上兩部定音鼓的輪流交替以維持高潮，最後引到最高的境界中完結全首交響曲。
末乐章在评论界获得了狂欢般的成功。瑞士评论家威廉·里特在评论1902年的首演时谈到了最后一个乐章：“也许是自贝多芬以来最伟大的慢板”。另一位匿名评论家在音乐广讯报上写道：“它上升到了使这个乐章成为所有交响乐文献中最崇高的乐章之一的高度。”马勒被叫回指挥台12次，当地报纸报道称“雷鸣般的起立鼓掌持续了不少于15分钟。”

## 歌詞

### 第四樂章
| "Zarathustras Mitternachtslied" (aus Also sprach Zarathustra von Nietzsche) ALTSOLO： O Mensch! Gib acht! Was spricht die tiefe Mitternacht? Ich schlief,ich schlief Aus tiefem Traum bin ich erwacht! Die Welt ist tief! Und tiefer als der Tag gedacht. Tief ist ihr Weh! Lust tiefer noch als Herzeleid. Weh spricht: Vergeh! Doch alle Lust will Ewigkeit Will, tiefe, tiefe Ewigkeit! | 「查拉圖斯特拉午夜之歌」 （取材自尼采著作《查拉圖斯特拉如是說》） （女中音獨唱） 人哪，聽著！ 深沉的午夜在說甚麼？ 我睡了，我睡了— 我從深沉的夢裡醒來； 世界是深沉的， 比白晝所想的還要深沉。 深沉是世界的痛苦； 快樂比起悲痛更深更沉； 痛苦在說：「走吧！」 可惜快樂渴望永恆— 深沉，深沉的永恆。 |

### 第五樂章
| "Es sungen drei Engel" (aus Des Knaben Wunderhorn) FRAUEN- UND KNABENCHOR, ALTOSOLO: (Bimm bamm!) Es sungen drei Engel einen süßen Gesang, Mit Freuden es selig in den Himmel klang; Sie jauchzten fröhlich auch dabei, Daß Petrus sei von Sünden frei. Und als der Herr Jesus zu Tishe saß, Mit seinen zwölf Jüngern das Abendmahl aß. Da sprach der Herr Jesus; "Was stehst du denn hier? Wenn ich dich anseh' so Weinest de mir." "Ach, sollt' ich nicht weinen, du gütiger Gott; Ich hab' übertreten die zehn Gebot; Ich gehe und weine ja biterlich, Ach komm und erbarme dich über mich!" "Hast du denn übertreten die zehn Gebot, So fall auf die Knie und bete zu Gott, Liebe nur Gott in alle Zeit, So wirst erlangen die himmlische Freud'!" Die himmlishe Freud' ist eine selige Stadt; Die himmlishe Freud', die kein Ende mehr hat. Die himmlishe Freude war Petro Bereit't Durch Jesum und allen zur Seligkeit. | 「三人同唱的天使頌」 （取材自「少年魔號」） 女聲及童聲合唱、女中音獨唱 (Bimm bamm！) 三位天使唱著甜美的歌， 聲聲喜樂，響徹天國。 眾天使們齊聲歡呼著說： 「彼得的罪得赦免！」 坐在桌前的主耶穌， 正在跟十二門徒用晚膳。 主耶穌說「你站著所為何事？ 我看得見，你為我而哭！」 「仁慈的主！我怎可能不哭？ 我犯了十誡！ 漫無目的地走著，苦苦痛哭！ 主啊，求你憐憫！」 「若犯了十誡的話， 必須跪下禱告， 及發誓以後永遠祇愛神！ 因為喜樂由神所賜！」 天賜的喜樂是有福的城， 天賜的喜樂並無終結！ 天賜的喜樂由彼得來領受。 耶穌將喜樂賜予彼得，也永遠賜予世人。 |

## 評價
第三號交響曲雖然陣容龐大及演奏時間極長，但近年卻吸引不少頂級樂團嘗試征服這首樂曲，現在，現場演奏機會比起20世紀前期及中期都為多。另外由於馬勒曾於第二號交響曲的第一樂章結尾處標示“需休息五分鐘”，因此曾經有一些現場版本同樣於第一樂章後加插短暫的中場休息，不過現在多為一氣呵成地演奏，或只作很短暫的休息。
本交響曲曾多次被主要樂團及指揮作灌錄。其中一個最難忘的錄音，是由美籍指揮莫里斯·阿布拉瓦内尔領導猶他州交響樂團的演奏，於美國猶他州鹽湖城內以聽覺優良見稱之盬湖城大聖堂，以四聲道立體聲作現場錄音。最終之樂章亦曾用作1984年的電視片集《召喚榮光》（Call to Glory）之主題音樂，亦曾於BBC紀錄片《海岸》（Coast）其中一集介紹英國海軍艦艇的環節中出現。
第二樂章曾被布烈頓於小型樂團當中演奏，此錄音亦在1950年由博浩出版社發行。
盧奇諾·維斯孔蒂1971年的《魂斷威尼斯》亦曾用到第四樂章的一小段。在電影中，此段音樂是電影主角——作曲家古斯塔夫·馮·奧森巴哈臨死前的作品。
第六樂章曾被用作2004年第28屆雅典奧運會開幕式第二章節的背景音樂，並配合諾貝爾文學獎得主乔治·塞菲里斯的詩句朗誦。

## 外部連結
- 馬勒第3號交響曲：国际乐谱典藏计划上的乐谱